# Fanni Cepió
Fanni Cepió (en llatí Fannius Caepio) va ser un conspirador romà. Segurament era de la família dels Cepió, d'origen plebeu.
Va tramar un complot contra August junt amb Aule Terenci Varró Murena l'any 22 aC. Va ser acusat de traïció (majestas) per Tiberi, i condemnat en absència, i una mica més tard capturat i executat.